# Motta d'Affermo
Motta d'Affermo ('a Motta in siciliano) è un comune italiano di 640 abitanti della città metropolitana di Messina in Sicilia.
Fa parte del Consorzio intercomunale Valle dell'Halaesa, insieme ai comuni di Pettineo, Tusa, Castel di Lucio e Mistretta e fa parte con il Comune di Tusa dell'Unione dei Comuni "Costa Alesina".

## Geografia fisica
Il centro abitato si trova ad un'altitudine di poco più di 600 metri. La natura arenaceo-argillosa delle montagne ha consentito agli agenti erosivi il modellamento in forme arrotondate, anche se interrotte da qualche affioramento calcareo. La costa del territorio comunale, formata prevalentemente da ciottoli di varia dimensione, è lunga circa 8 km e va dalla foce del fiume Tusa alla frazione Torremuzza.
Fino ad un'altitudine di 500 m domina la coltura dell'ulivo, castagni, pini e cipressi. Ai bordi delle antiche trazzere, compaiono file di cipressi. Caratterizzano il paesaggio anche alberi da frutto e soprattutto fichi d'India. Vicino al paese è anche il bosco, di proprietà comunale, nato alcuni decenni fa grazie agli interventi di ripopolamento di alberi effettuati dal corpo Forestale, caratterizzato soprattutto da conifere e latifoglie. Oltre gli 800 m sono zone utilizzate storicamente a pascolo.
Fra le specie arbustive spontanee sono presenti soprattutto il biancospino, la rosa canina, il pungitopo, la fillirea, la ginestra odorosa. La macchia mediterranea è presente sul versante nord, in prossimità del mare; è costituita da un insieme di piante cespugliose sempreverdi a foglie strette e da elementi arborei a portamento arbustivo. Fra questi ultimi con maggiore frequenza si riscontra il lentisco, la fillirea, il mirto, il corbezzolo, l'erica, l'oleastro, il citiso, i cisti. Altre piante mediterranee presenti sono lo smilace, il caprifoglio, la vitalba ed elementi arborei come la sughera, il leccio, l'alaterno e soprattutto il pino marittimo. tra le specie più importanti, non proprio tipiche della macchia mediterranea sono l'olmo, l'orniello, il sorbo, il perastro, la roverella, il rovo, la ginestra spinosa. Sulle rocce calcaree è presente l'Euforbia arborea accompagnata dall'olivastro, il bagolaro, il leccio, il lentisco e l'alaterno, mentre sulle rocce arenarie, dove l'aridità ed il surriscaldamento sono minori troviamo solitamente il buplero, la coronilla ed il sommacco.
In questi habitat vivono numerosi piccoli mammiferi, roditori e volatili. Sono ancora abbondanti la volpe, la donnola e il furetto e poi la lepre, il coniglio selvatico, l'istrice e il porcospino. In zona sono presenti anche il ghiro, il topo guercino, il moscardino, fra cui il topo campagnolo, endemico della regione. I chirotteri (pipistrelli), pur in forte diminuzione, sono presenti con svariate specie. Tra i volatili vi sono il nibbio reale, lo sparviere, la poiana, il falco pellegrino, il lanario, il gufo, il gheppio, il barbagianni, la civetta, l'assiolo, il cuculo, il rondone, i corallini. Sulla costa si possono osservare frequentemente gruppi di uccelli pescatori, specie nel tratto che va da Villapiana alla foce del fiume. Intorno ai luoghi umidi e agli stagni si possono scorgere bisce d'acqua, rane, rospi e raganelle, mentre le tartarughe terrestri sono frequenti nelle zone più fresche ed ombrose. Infine tra le specie animali per l'allevamento e la pastorizia le pecore, le capre, i bovini e i cavalli, tra cui anche il cavallo Sanfratellano.

## Storia
Motta D'Affermo ha origine come piccolo insediamento sorto dalla diaspora degli abitanti di Halaesa in età tardo-imperiale romana e con la successiva colonizzazione bizantina (VII-IX secolo). Infatti Sparto, antico nome del centro, è un toponimo di chiara derivazione ellenica, dato che sia nel greco antico sia in quello moderno significa "ginestra" (Σπάρτο), ancora oggi l'arbusto caratterizza fortemente le colline del territorio di Motta, soprattutto durante la primavera.
Dopo la dominazione araba (827-1091), Ruggero gran Conte, tra la fine dell'XI e l'inizio del XII secolo ripopolò numerosi insediamenti con coloni lombardi, e con coloni pugliesi e calabresi provenienti dai territori già sotto il dominio e l'influenza normanna. In questa ricolonizzazione fu coinvolto anche il vecchio casale di Sparto, intanto entrato sotto il dominio di uno dei 136 cavalieri che accompagnavano il normanno.
Il primo esponente feudale di cui si abbia notizia fu Roberto de Sparto che nel 1266, per sostenere la causa legittima di Manfredi, venne sconfitto con altri cavalieri a Benevento da Carlo d'Angiò e venne espropriato del dominio del casale. Sparto, nel 1270, veniva affidato a Hugues de Brusa, un soldato mercenario francese.
Nel 1272 il maestro delle regie difese Dreuv de Lazabard (Zavaterius) viene nominato signore di Sparto. Nel 1278 il monaco basiliano Pafnuzio del cenobio di Santa Maria di Sparto è nominato da papa Niccolò III, egumeno di Santa Maria della Grotta di Palermo. Nel 1282, nella colletta di Pietro d'Aragona, Sparto figura come località in grado di fornire 5 arcieri.
Nel 1296 Giovanna Chiaramonte è titolata come signora del casale nel catalogo dei baroni di re Giacomo. Nel 1344 Costanza Chiaramonte vende il casale a Blasco D'Alagona. L'atto di vendita costituisce il primo documento descrittivo del territorio. Nel 1375 il casale è ceduto da Artale D'Alagona a Raimondo Ripa, che ne ratifica il possesso solo sulla carta.
Intorno al 1380 un cavaliere, Muchius Albamonte alias de Fermo, ripopola il casale, ristruttura il castello e si proclama signore e barone della Motta di Sparto. Nel 1392 Muchius viene ucciso durante alcuni scontri e la moglie Margherita Ventimiglia rivendica il possesso del feudo. Nel 1397 durante il riparto delle tasse re Martino fa cambiare il nome in Motta di Fermo. 
Il nome Motta accomuna molti altri paesi italiani anche se i motivi di queste omonimie sono certamente molto diversi. A livello etimologico il vocabolo può derivare dall'antico provenzale mota, opera di difesa di un castello o anche dal francese mote, altura munita di castello, collina, diga. Nomi simili sono presenti anche in altre lingue romanze come lo spagnolo o il portoghese o in quelle germaniche sia antiche che moderne. È probabile che nel nostro caso si faccia riferimento alla parte superiore dell'abitato (in dialetto chiamato fascieuddu) che si caratterizza per una disposizione fusiforme delle abitazioni e che era circondato da spesse mura in difesa della fortezza che si trova in una posizione strategica ed era utilizzata per il controllo di un vasto territorio.
Nel 1452 Giovanni Albamonte viene nominato barone di Motta de Firmo. Uno dei suoi figli, Guglielmo Albamonte, figura fra i tredici campioni italiani che parteciparono alla eroica Disfida di Barletta.
Nel 1380 tra le prime iniziative si deve ricordare la costruzione della chiesa di Maria SS. degli Angeli. Questa, essendo la Matrice, era costruita a spese della universitas ed era luogo di culto e di riunione per il popolo soprattutto quando si dovevano prendere delle decisioni importanti. Uno di questi eventi fondamentali fu la stipula dei Capitoli tra il consiglio civico ed il barone Giovanni Elia Minaguerra de Albamonte celebrata nel 1544 all'interno della stessa chiesa.
Fu negli edifici di culto e nei loro arredi che la comunità espresse il meglio delle sue possibilità, anche perché tali edifici erano luoghi sacralizzati dalla sepoltura dei cittadini che, intanto, distinguendosi nelle varie attività dell'artigianato e dell'agricoltura, si erano organizzati in piccole società di mutuo soccorso e confraternite. Tra le chiese che furono frutto dell'iniziativa di queste associazioni la chiesa di San Rocco (1575) e le chiese di San Sebastiano e San Luca (XVI secolo), queste ultime due non più esistenti.
Nel 1557 il feudo passa a Vincenzo Bonaiuto. Nel 1607 il re Filippo III addirittura elegge marchesato, in favore di Modesto Gambacurta, la baronia di Motta di Fermo. Nel 1632 il feudo risulta proprietà del Monte dei Pegni di Palermo. Nel 1633 Gregorio Castelli acquista il Marchesato di Motta, che diventa prerogativa del suo Casato per più di tre secoli con il titolo di Principe di Torremuzza, Signore e Marchese di Motta. Tra i suoi successori Gioacchino Castelli, vescovo di Cefalù, e Gabriele Lancillotto Castelli (1727-1792), archeologo, mecenate e direttore e ispiratore della Real Accademia degli Studi di Palermo.
Nel frattempo nel 1812 la feudalità veniva abolita e il paese si organizzava in comune autonomo. Nel 1844 avvenne il passaggio del centro dalla diocesi di Cefalù alla diocesi di Patti. La popolazione si accrebbe particolarmente tra la metà del Settecento ed il successivo XIX secolo.
Nel corso del XX secolo il paese è stato interessato dal fenomeno dell'emigrazione. Dapprima i massicci flussi migratori si sono diretti verso gli Stati Uniti e l'Argentina, poi, a partire dagli anni cinquanta e sessanta, verso le regioni industrializzate del nord e del centro Italia.

### Simboli
Lo stemma e il gonfalone del comune di Motta d'Affermo sono stati concessi con decreto del presidente della Repubblica del 14 agosto 1964.
Il gonfalone è un drappo partito di bianco e di nero.

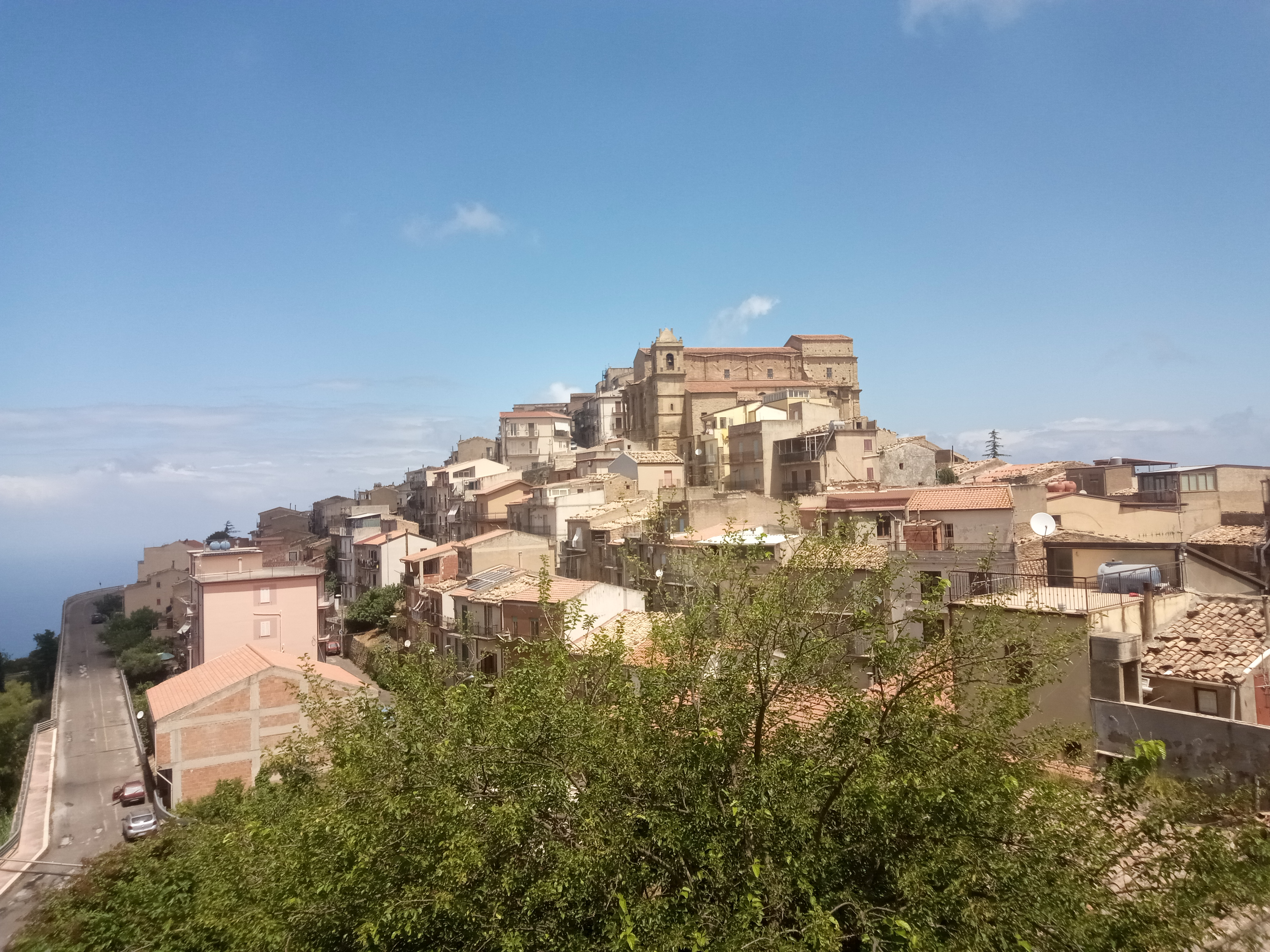
Panorama di Motta d'Affermo

## Monumenti e luoghi d'interesse

### Architetture religiose

#### Maria SS. degli Angeli
La chiesa fu edificata nel 1380 e rifondata ed abbellita nel 1453 (come si può leggere in un'iscrizione sul retro della chiesa). Ampliata nella struttura nel 1647; nel 1706 viene costruita la cappella del Crocifisso su progetto di G. D'Avijeni e nel 1712 il presbiterio. Nel 1765 venne realizzata la volta e nel '73 su progetto di Giovan Francesco D'Alessandro viene interamente stuccata. Il nuovo prospetto principale fu realizzato dal 1812 al 1814 su progetto del famoso architetto Giuseppe Venanzio Marvuglia (1809). L'ingresso laterale è incorniciato invece da un portale di epoca molto precedente. Nel 1831 si realizza il nuovo campanile. È stata restaurata dal 1995 al 1998. Nel grande interno basilicale a tre navate divise da 12 colonne in pietra locale con profondo presbiterio ed ampie cappelle vi sono il fonte battesimale in marmo di Carrara (sec. XVI), le tela della Pietà (1610) e quella realizzata da Geronimo Gerardi che rappresenta "L'Immacolata Concezione". Inoltre sono degne di nota le numerose tele e statue lignee che vanno dal secolo XVI al XIX, il pulpito, il coro ligneo realizzato da Benedetto Bevilacqua da Palermo, la cantoria al di sopra dell'ingresso. Nella chiesa vi sono intotre il Ciborio in legno rivestito di oro (1681), la statua di S. Giuseppe con il Bambino di Michelangelo da Catania (1652) e la grande pala d'altare di Antonio Mercurio L'assunzione di Maria SS. e gli apostoli. La Vara barocca di San Sebastiano, realizzata nel 1619 e poi restaurata, viene utilizzata per portare il Santo per le vie del paese in occasione delle processioni.
Sotto il pavimento sono visitabili inoltre gli ambienti della cripta, in cui si conserva anche il corpo mummificato di una neonata ritrovato durante i restauri.

#### Chiesa di San Rocco
Edificata nel 1657, è dedicata al Santo protettore di Motta. Il portale monumentale è del 1697 (opera di G. D'Avijeni), il transetto e la cupola furono realizzati dal 1712 al 1716, insieme ai primi lavori di stuccatura. Nel 1764 iniziarono i lavori per la nuova stupenda facciata e il campanile, ultimato nel 1776. Sulle due porte più piccole, corrispondenti alle due navate laterali, si può leggere la frase che rappresenta l'orgoglio e la fede dei mottesi verso il "loro" Santo: O FOELIX PATRIA DIGNA, TALI TANTOQUE PATRONO, in italiano "Felice la patria degna di un tale e tanto grande Patrono". Il grande architetto trapanese Andrea Gigante elaborò un progetto per gli stucchi realizzato nel 1783. Clemente Lo Cascio nel 1818 finì di stuccare la chiesa con l'ordine corinzio delle colonne. Negli stessi anni si porta a compimento anche il coro in legno. Nel 1843 su progetto dell'architetto Ragonese fu realizzato il nuovo altare maggiore in marmo e pietre dure. L'interno è a croce latina, a tre navate divise da 12 colonne corinzie. 
Tra le tante opere d'arte conservate al suo interno si ricorda la statua del protettore San Rocco (1613-20) di Antonio Pellegrino, modificata da Francesco Li Volsi, l'Addolorata (Filippo Quattrocchi, 1783), il SS. Crocifisso e altre statue e dipinti dei secoli XVII e XVIII, oltre alla statua della Madonna del Rosario di Francesco Campita del 1642, tutta rivestita in oro zecchino, conservata nella cappella di fondo alla sinistra del presbiterio. Nella cappella a destra si può ammirare la cappella del SS. Sacramento con il ciborio in legno rivestito di oro zecchino, simile a quello della chiesa madre. Da segnalare inoltre la pala d'altare La Madonna in gloria tra i santi di Antonio Mercurio (secolo XVIII) che si ricorda per le sue grandi dimensioni (6 x 3 m). Antonio Mercurio è autore anche delle altre tele ed affreschi presenti nella chiesa. Tra le opere più particolari sono degne di nota anche la grande Vara di San Rocco e l'Urna di Gesù morto del venerdì Santo.
L'edificio negli anni 2008-2009 è stato oggetto di un ciclo di restauri che ha riportato alla luce i colori originali della facciata e gli stucchi dell'interno. In questa occasione sono stati realizzati in pietra locale il nuovo altare ottagonale e l'ambone.

#### Chiesa di San Pietro
Costruita nel XIII secolo e dedicata al principe degli Apostoli si trova nella stessa piazza del castello. Fu modificata in parte a partire dal 1778 con l'aggiunta del portale, della rampa monumentale (opera di M. Zappalà) e della volta a botte. All'interno nel presbiterio in una nicchia al di sopra dell'altare maggiore si può ammirare la statua di San Pietro, ed altre opere pittoriche e lignee. Recentemente è stata realizzata la nuova pavimentazione della piazza antistante e delle strade limitrofe.

#### Chiesa di San Antonio Abate
Edificata nel 1549. Ampliata nel 1811 con la costruzione dell'abside. Stuccata con delicate decorazioni neoclassiche nel 1852. Al suo interno a navata unica e tetto in legno con travi si conserva la statua del Santo titolare. La semplice facciata è ornata da un portale ad anelli che ricorda lo stile romanico e da un piccolo campanile.

#### Chiesa della Madonna delle Grazie
Fu costruita nel 1649, modificata nel 1823 e restaurata nel 1987. All'interno si ricordano la tela della Madonna delle Grazie di J. Brusca rappresentante la titolare e anche uno scorcio del paese dei secoli passati e la statua della Vergine, di recente realizzazione. Si trova nel centro storico, nelle vicinanze del castello. La chiesa ha subito un nuovo restauro nell'anno 2011.

#### Chiesa di Maria SS. Annunziata
È conosciuta popolarmente con il nome di chiesa del convento. Costruita intorno al 1850 in sostituzione dell'abbazia rurale di Santa Maria di Sparto, è stata stravolta completamente nel 1965. All'interno si segnala l'opera gaginiana che rappresenta la Madonna con il Bambino del XVI secolo posta nella cappella del presbiterio e interessanti quadri ad olio su tela nelle cappelle laterali. Nella navata si trova la statua di San Luca evangelista, patrono del paese, qui trasportata dopo la distruzione della chiesa a lui dedicata. Deve essere segnalato anche un prezioso reliquiario del XV secolo contenente una reliquia del Santo Patrono. 
Si trova nella piazza più importante del paese, piazza San Luca, proprio di fronte al palazzo municipale. La facciata è ornata da un portale in pietra locale preceduto da una scalinata e da due campanili gemelli.

#### Chiesa di S. Croce
È un'antica chiesetta rurale posta a pochi chilometri dal centro abitato. La chiesa è caratterizzata dalla semplicità sia all'esterno che all'interno, in cui si conserva un venerato Crocifisso in legno.

#### Oratorio di San Filippo Neri
Già chiesa di San Rocco. Edificato intorno al 1575, in seguito a una violenta epidemia di peste. Trasformato in sede della confraternita delle Anime del Purgatorio dopo la costruzione di una chiesa nell'attiguo sito (1657). La zona presbiteriale è stata stuccata nel 1718 dal grande stuccatore Pietro Antonio Aversa, collaboratore dei Serpotta, e l'aula nel 1742. Vito D'Anna vi dipinse la pala d'altare che rappresenta L'estasi di san Filippo Neri.

#### Convento di S. Maria di Sparto
È conosciuto anche con il nome di San Cataldo dalla contrada omonima. Il convento si trova in stato di abbandono a fronte dell'abitato; viene identificato con il cenobio bizantino di S. Maria di Sparto, poi passato all'ordine benedettino e abbandonato nel secolo XVIII. L'edificio presenta le forme assunte intorno alla metà del ' 700 quando passò ai signori di Motta.

#### Il Calvario
È una struttura formata da tre altari con tre croci che rappresentano appunto le tre croci presenti sul Golgota. Si trova in uno dei punti più alti del paese e questo monumento fa parte, insieme ad altri tre, delle quattro croci che si trovano all'estremità del paese, da cui durante la processione del SS. Crocifisso del 3 maggio si svolge la benedizione del paese e delle campagne con la reliquia della S. Croce.

#### Chiesa di San Luca
Della chiesa si ha notizia già nel 1538. Nel 1601 venne realizzata la navata laterale. Restaurata nel 1719 e alla fine dell'Ottocento. Fu demolita nel 1964 per far posto al palazzo municipale.

#### Chiesa di San Carlo
Esistente fin dai primi del Cinquecento. Ampliata nel 1654 e stuccata nel 1720. Ristrutturata dal 1806 al 1815. Intorno al 1950 crollò il tetto e nel 1962 fu demolita per far posto al salone parrocchiale.

#### Monastero di Santa Maria degli Angeli
Istituito nel 1549, riedificato dal 1749 al 1760. Nel 1949 crollò una parte della chiesa che venne demolita del tutto. Una parte dei marmi e lo splendido altare maggiore vennero trasportati nella chiesa di San Rocco. Nel 1980 vi si edificò la casa canonica.

#### Edifici religiosi non più esistenti
- Chiesa di San Carlo Borromeo
- Chiesa di San Sebastiano
- Chiesa di San Luca
- Chiesa di San Giacomo
- Chiesa di S. Chiara
- Chiesa della Madonna della Catena
- Chiesa della Madonna della Divina Provvidenza
- Monastero di S. Maria degli Angeli (1549)

### Architetture civili
- Castello (XII-XIII secolo)
- Palazzo Minneci (XVII secolo)
- Torre di Torremuzza (XIII secolo)
- Piramide 38° parallelo

#### Castello
Esistente sin dal 1260. Ampliato nel 1380. Modificato dal 1652 al 1668. Rinnovato nella distribuzione e rivestito di stucchi dal 1738 al 1815. Parzialmente demolito e ricostruito dal 1954 ad oggi.

#### Palazzo Minneci
Costruito nel XVII secolo e ampliato nel settecento. Popolarmente questo edificio viene chiamato " i casi ranni". Il palazzo è stato restaurato negli anni 2020-2023 per diventare un grande centro culturale.

## Società

### Evoluzione demografica
Abitanti censiti

### Tradizioni e folclore
Il 16 agosto si celebra la festa del santo protettore san Rocco, con messe processioni e una "cavalcata storica", una sfilata di cavalli preceduta da uno stendardo con le offerte dei cavalieri che si conclude con recite di poemi dialettali. Numerose sono le altre ricorrenze religiose festeggiate nel paese.

## Cultura

### Biblioteche
- Biblioteca comunale
- Biblioteca e archivio parrocchiale "San Luca evangelista"

### Cucina
I principali prodotti tipici del mondo agricolo sono l'ulivo, da cui si ricava un olio, le nocciole, le noci, le castagne, i fichi d'India. Motta fa parte della strada dell'olio "Valdemone DOP". Tra le produzioni artigianali vi sono manufatti in ferro battuto, coperte ed i tappeti lavorati al telaio e i ricami. Resiste ancora la lavorazione artigianale di ceste, panieri ed altri oggetti realizzati in giunco o canna. Un'attività in passato molto fiorente ma oggi scomparsa è la scultura della locale pietra arenaria, presente nelle antiche abitazioni, nelle chiese, nei palazzi e nei portali. In molte famiglie è ancora in uso la tradizione di realizzare in proprio e in modo tradizionale il sapone, ottenuto con olio extravergine di oliva.
La gastronomia tradizionale fa uso dei prodotti della terra. Preparazioni tipiche sono le frittate con i sciuri l'ovu, un tipo di fiore spontaneo di colore ciclamino che nasce in tarda primavera ed in estate, la cosiddetta "cassata", ovvero una sorta di calzone ripieno di verdura (geri), la farinata con i finocchi selvatici e la salsiccia. A Pasqua si preparano i varati con le uova e i cassateddi con ripieno di fichi secchi; vi sono inoltre la cuccia a base di grano e legumi, e nel periodo natalizio i "rametti" a base di nocciole e il "torrone". Diversi anche i prodotti caseari: il dolce o piccante canestrato, il pecorino, la provola e la ricotta.

## Geografia antropica

### Frazioni
Nel comune esiste una sola frazione, Torremuzza, che si trova sulla costa a 4 km dal centro di Motta d'Affermo.
La frazione si trova a 10 m s.l.m. e vi risiedono appena 148 abitanti (Istat 2010).
Tra i monumenti della piccola borgata marinara si segnala la chiesa dedicata a san Giuseppe e la torre poco distante che fa parte delle opere militari edificate quali torri costiere della Sicilia.

## Infrastrutture e trasporti
Il comune è attraversato dalle strade provinciali 173 e 174.
Dal 1° dicembre 1924 e fino al 30 maggio 1987 era regolarmente attiva una fermata ferroviaria, Torremuzza-Reitano, posta al km 95+635 della direttrice ferroviaria Palermo-Messina provvista unicamente di un piccolo fabbricato viaggiatori e di una banchina per salita e discesa viaggiatori. Poco prima della sua dismissione, vi fermavano sei treni locali al giorno.

## Amministrazione
Di seguito è presentata una tabella relativa alle amministrazioni che si sono succedute in questo comune.
| Periodo          | Periodo          | Primo cittadino   | Partito                                          | Carica  | Note  |
| ---------------- | ---------------- | ----------------- | ------------------------------------------------ | ------- | ----- |
| 1º agosto 1988   | 22 giugno 1993   | Sebastiano Adamo  | Democrazia Cristiana                             | Sindaco | [ 9 ] |
| 22 giugno 1993   | 1º dicembre 1997 | Nunzio Marinaro   | Partito Socialista Italiano, Socialisti Italiani | Sindaco | [ 9 ] |
| 1º dicembre 1997 | 28 maggio 2002   | Giovanni Marinaro | Centro Cristiano Democratico                     | Sindaco | [ 9 ] |
| 28 maggio 2002   | 15 maggio 2007   | Sebastiano Adamo  | lista arcobaleno                                 | Sindaco | [ 9 ] |
| 15 maggio 2007   | 9 maggio 2012    | Sebastiano Adamo  | lista civica                                     | Sindaco | [ 9 ] |
| 9 maggio 2012    | 11 maggio 2017   | Nunzio Marinaro   | lista civica                                     | Sindaco | [ 9 ] |
| 11 giugno 2017   | in carica        | Sebastiano Adamo  | lista civica                                     | Sindaco | [ 9 ] |

### Altre informazioni amministrative
Il comune di Motta d'Affermo fa parte delle seguenti organizzazioni sovracomunali: regione agraria n.7 (Colline litoranee del Tusa e del S.Stefano).